# James M. Cain
James M. Cain (anglès: James Mallahan Cain)  (Annapolis, 1 de juliol de 1892 - University Park, 27 d'octubre de 1977) va ser un escriptor i periodista nord-americà, conegut sobretot per ser l'autor d'El carter sempre truca dues vegades (1934) i Doble indemnització (1936)

## Biografia
Retornat de França, on va ser cridat a files per combatre a la Primera Guerra Mundial, Cain comença la seva carrera periodística escrivint col·laboracions al Baltimore American.
La seva carrera periodística està lligada al mentoratge de Henry L. Mencken, fundador de la revista Black Mask, qui també el va empènyer a residir a Hollywood entre 1931 i 1947, quan va abandonar el cinema ¨-apunta Xavier Coma- "a conseqüència de les convulsions originades per la cacera de bruixes".
Les seves obres, inicialment rebutjades per la indústria, en tractar temes tabú com ara l'homosexualitat, generen posteriorment moltes adaptacions cinematogràfiques i teatrals.

## Estil
Cain es va oposar amb vehemència al fet que l'etiquetessin, però se sol associar a l'escola dura de ficció policíaca nord-americana. Xavier Coma assenyala que les seves obres més conegudes fer aportacions a la novel·la negra "des de dos angles diferents: la violència i l'autenticitat del llenguatge, magistralment farcit de significacions narratives; i els protagonistes situats en éssers de la vida corrent que, mitjançant incidències personals, penetren en el delicte".

## Novel·les

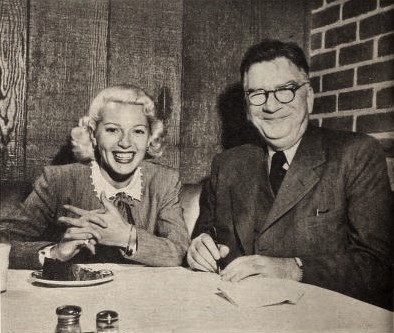
James M. Cain amb Lana Turner, protagonista de la versió cinematogràfica d'El carter sempre truca dues vegades

James M. Cain va escriure les següents novel·les:
- Our Government, 1930.
- The Postman Always Rings Twice, 1934.
  - Versió en català: El carter sempre truca dues vegades, 1964, Edicions 62.
- Serenade, 1937.
  - Versió en català: Serenata, 1993, Edicions 62.
- Mildred Pierce, 1941.
- Love's Lovely Counterfeit, 1942.
  - Versió en català: L'amorós simulacre de l'amor, 1992, Edicions 62.
- Career in C Major and Other Stories, 1943.
- Double Indemnity, 1943.
  - Doble indemnització, 1965, Edicions 62.
- The Embezzler, 1944.
- Past all dishonor, 1946.
- The butterfly, 1947.
- The Moth, 1948.
- Sinful woman, 1948.
- Jealous woman, 1950.
- The Root of His Evil, 1951. També publicada com Shameless.
- Galatea, 1953.
- Mignon, 1962.
- The Magician's wife, 1965.
- Rainbow's End, 1975.
- The Institute, 1976.
- The Baby in the Icebox, 1981. Relats.
- Cloud Nine, 1984.
- The Enchanted Isle, 1985.
- The Cocktail Waitress, 2012.